# Inacho Corona
L'Inacho Corona è una struttura geologica della superficie di Venere.